# Lisa Misipeka
Lisa Vasa Misipeka (3 gennaio 1975) è un'ex martellista, pesista e discobola samoana americana.

## Palmarès

### Mondiali
- 1 medaglia:
  - 1 bronzo (Siviglia 1999 nel lancio del martello)

### Giochi del Pacifico
- 3 medaglie:
  - 3 ori (Santa Rita 1999 nel getto del peso; Santa Rita 1999 nel lancio del disco; Santa Rita 1999 nel lancio del martello)

### Mini Giochi del Pacifico
- 3 medaglie:
  - 2 ori (Pago Pago 1997 nel getto del peso; Pago Pago 1997 nel lancio del martello)
  - 1 argento (Pago Pago 1997 nel lancio del disco)